# サンドロ・チャベス・デ・アシス・ロサ
サンドロまたはサンドロ・ローザことサンドロ・チャベス・デ・アシス・ロサ（Sandro Chaves de Assis Rosa、1973年5月19日 - ）はブラジル・サンパウロ州出身の元サッカー選手。ポジションはディフェンダー（センターバック）だが、ミッドフィルダーでもプレー出来た。渋谷幕張高校卒業。

## 来歴

### 現役時代
1989年、宗像マルコス望にスカウトされ、日本の渋谷幕張高校にサッカー留学生として入学。同校在学時に千葉県選抜の一員として国体に2度出場し、1990年福岡大会で優勝、1991年石川大会で準優勝。両大会ともベストイレブンに選出された。
高校卒業と同時に、Jリーグ開幕をひかえていたジェフユナイテッド市原に入団。外国籍枠（93年1月に宮澤ミシェルが帰化）に苦しむも、1995年からは市原のレギュラーCBとして定着。1997年にジャパンフットボールリーグで優勝争いを展開していた本田技研へ移籍。
1998年には翌年からプロ化し新設されるJ2リーグへの参加が発表された東京ガスFC（翌年よりFC東京）へと完全移籍。長身を活かして制空権を握り1対1のハードマークを武器としつつも、クリーンなプレーでコンスタントに活躍した。2001年をもって退団。
2002年、当時J2に所属した大分トリニータへ完全移籍。DFの要として欠かせない存在となり、守備の安定に大きく貢献。チームをJ1昇格へ導いた。
高校入学から日本で生活している事もあり流暢に日本語を操り、非常に真面目な人柄で、市原在籍時には自転車で練習場に通う姿が見られた。1999年には日本に帰化し日本代表を目指したい気持ちがあることをTVのインタビューで語ったこともあったが、これ以後に帰化申請が行なわれたという発表は無い。
2006年よりセアラーSCに加入し、同年限りで現役を引退。

### 指導者時代
2014年よりFC東京でチームメートだった呂比須ワグナーと行動を共にするようになり、呂比須が監督を務めるボタフォゴFCのコーチを始めとして、同年4月にはクリシューマEC同年9月にはアトレチコ・ゴイアニエンセでコーチを務めた。
2015年以降も、ゴイアスEC及びCAブラガンチーノ、2016年にはアトレチコ・ゴイアニエンセ及びサンパイオ・コヘイアFC、2017年にパラナ・クルーベと、呂比須の下での指導を続けた。
2017年5月、呂比須とともにアルビレックス新潟のコーチに就任。

## 所属クラブ
- アソシアソン・ポルトゥゲーザ・ジ・デスポルトス
- 渋谷幕張高等学校
- 1992年 - 1996年 ジェフユナイテッド市原
- 1997年 本田技研工業サッカー部
- 1998年 - 2001年 東京ガスフットボールクラブ / FC東京
- 2002年 - 2004年 大分トリニータ
- 2005年 ABC FC
- 2005年 - 2006年 MKSポゴニ・シュチェチン
- 2006年 セアラーSC

## 個人成績
| 国内大会個人成績 | 国内大会個人成績 | 国内大会個人成績 | 国内大会個人成績 | 国内大会個人成績 | 国内大会個人成績 | 国内大会個人成績 | 国内大会個人成績 | 国内大会個人成績 | 国内大会個人成績 | 国内大会個人成績 | 国内大会個人成績 |
| 年度             | クラブ           | 背番号           | リーグ           | リーグ戦         | リーグ戦         | リーグ杯         | リーグ杯         | オープン杯       | オープン杯       | 期間通算         | 期間通算         |
| 年度             | クラブ           | 背番号           | リーグ           | 出場             | 得点             | 出場             | 得点             | 出場             | 得点             | 出場             | 得点             |
| 日本             | 日本             | 日本             | 日本             | リーグ戦         | リーグ戦         | リーグ杯         | リーグ杯         | 天皇杯           | 天皇杯           | 期間通算         | 期間通算         |
| ---------------- | ---------------- | ---------------- | ---------------- | ---------------- | ---------------- | ---------------- | ---------------- | ---------------- | ---------------- | ---------------- | ---------------- |
| 1992             | 市原             | -                | J                | -                | -                | 8                | 0                |                  |                  |                  |                  |
| 1993             | 市原             | -                | J                | 4                | 0                | 0                | 0                | 0                | 0                | 4                | 0                |
| 1994             | 市原             | -                | J                | 12               | 1                | 0                | 0                | 2                | 0                | 14               | 1                |
| 1995             | 市原             | -                | J                | 32               | 0                | -                | -                | 1                | 0                | 33               | 0                |
| 1996             | 市原             | -                | J                | 24               | 2                | 13               | 1                | 0                | 0                | 37               | 3                |
| 1997             | 本田             | 19               | 旧JFL            | 28               | 2                | -                | -                | 3                | 0                | 31               | 2                |
| 1998             | 東京ガス         | 3                | 旧JFL            | 29               | 1                | -                | -                | 3                | 0                | 32               | 1                |
| 1999             | FC東京           | 3                | J2               | 36               | 3                | 7                | 1                | 4                | 0                | 47               | 4                |
| 2000             | FC東京           | 3                | J1               | 29               | 0                | 2                | 0                | 1                | 0                | 32               | 0                |
| 2001             | FC東京           | 3                | J1               | 29               | 0                | 4                | 0                | 0                | 0                | 33               | 0                |
| 2002             | 大分             | 3                | J2               | 37               | 4                | -                | -                | 2                | 0                | 39               | 4                |
| 2003             | 大分             | 3                | J1               | 27               | 2                | 3                | 0                | 1                | 0                | 31               | 2                |
| 2004             | 大分             | 3                | J1               | 25               | 1                | 2                | 0                | 1                | 0                | 28               | 1                |
| ブラジル         | ブラジル         | ブラジル         | ブラジル         | リーグ戦         | リーグ戦         | ブラジル杯       | ブラジル杯       | オープン杯       | オープン杯       | 期間通算         | 期間通算         |
| 2005 (pt)        | ABC              |                  | RN州             |                  |                  |                  |                  |                  |                  |                  |                  |
| ポーランド       | ポーランド       | ポーランド       | ポーランド       | リーグ戦         | リーグ戦         | リーグ杯         | リーグ杯         | オープン杯       | オープン杯       | 期間通算         | 期間通算         |
| 2005-06 (en)     | シュチェチン     | 3                | エクストラクラサ | 4                | 0                |                  |                  |                  |                  |                  |                  |
| ブラジル         | ブラジル         | ブラジル         | ブラジル         | リーグ戦         | リーグ戦         | ブラジル杯       | ブラジル杯       | オープン杯       | オープン杯       | 期間通算         | 期間通算         |
| 2006 (pt)        | セアラー         |                  | CE州             |                  |                  |                  |                  |                  |                  |                  |                  |
| 通算             | 日本             | 日本             | J1               | 182              | 6                | 24               | 1                |                  |                  |                  |                  |
| 通算             | 日本             | 日本             | J2               | 73               | 7                | 7                | 1                | 6                | 0                | 86               | 8                |
| 通算             | 日本             | 日本             | 旧JFL            | 57               | 3                | -                | -                | 6                | 0                | 63               | 3                |
| 通算             | ブラジル         | ブラジル         | 州選手権         |                  |                  |                  |                  |                  |                  |                  |                  |
| 通算             | ポーランド       | ポーランド       | エクストラクラサ | 4                | 0                |                  |                  |                  |                  |                  |                  |
| 総通算           |                  |                  |                  |                  |                  |                  |                  |                  |                  |                  |                  |

- 1993年06月30日 ‐ Jリーグ初出場 - 1st 第14節 vs鹿島アントラーズ (栃木)[1]
- 1994年10月22日 ‐ Jリーグ初得点 - 2nd 第14節 vsベルマーレ平塚 (市原)[1]
- 2005年07月30日 - エクストラクラサ初出場 - 第2節 vsザグウェンビェ・ルビン [18]

## 個人タイトル
- 国民体育大会サッカー競技 ベストイレブン (1990年、1991年)
- ジャパンフットボールリーグ ベストイレブン (1998年)